# Macrobius (cráter)
Macrobius es un prominente cráter de impacto lunar localizado al noroeste de la Mare Crisium. Se encuentra en el borde sureste del Lacus Bonitatis, un pequeño mar lunar. El cráter algo más pequeño Tisserand se localiza justo al este.
|  |

La pared exterior de Macrobius tiene una superficie interna con múltiples terrazas, producto de desprendimientos de la parte superior del brocal. El pequeño cráter satélite Macrobius C atraviesa el borde occidental, pero la pared por lo demás está relativamente libre de desgaste significativo. En el centro de la plataforma interior aparece un complejo de montañas central. Una pequeña cresta bordea el interior occidental, pero el resto del suelo está relativamente nivelado.

## Cráteres satélite

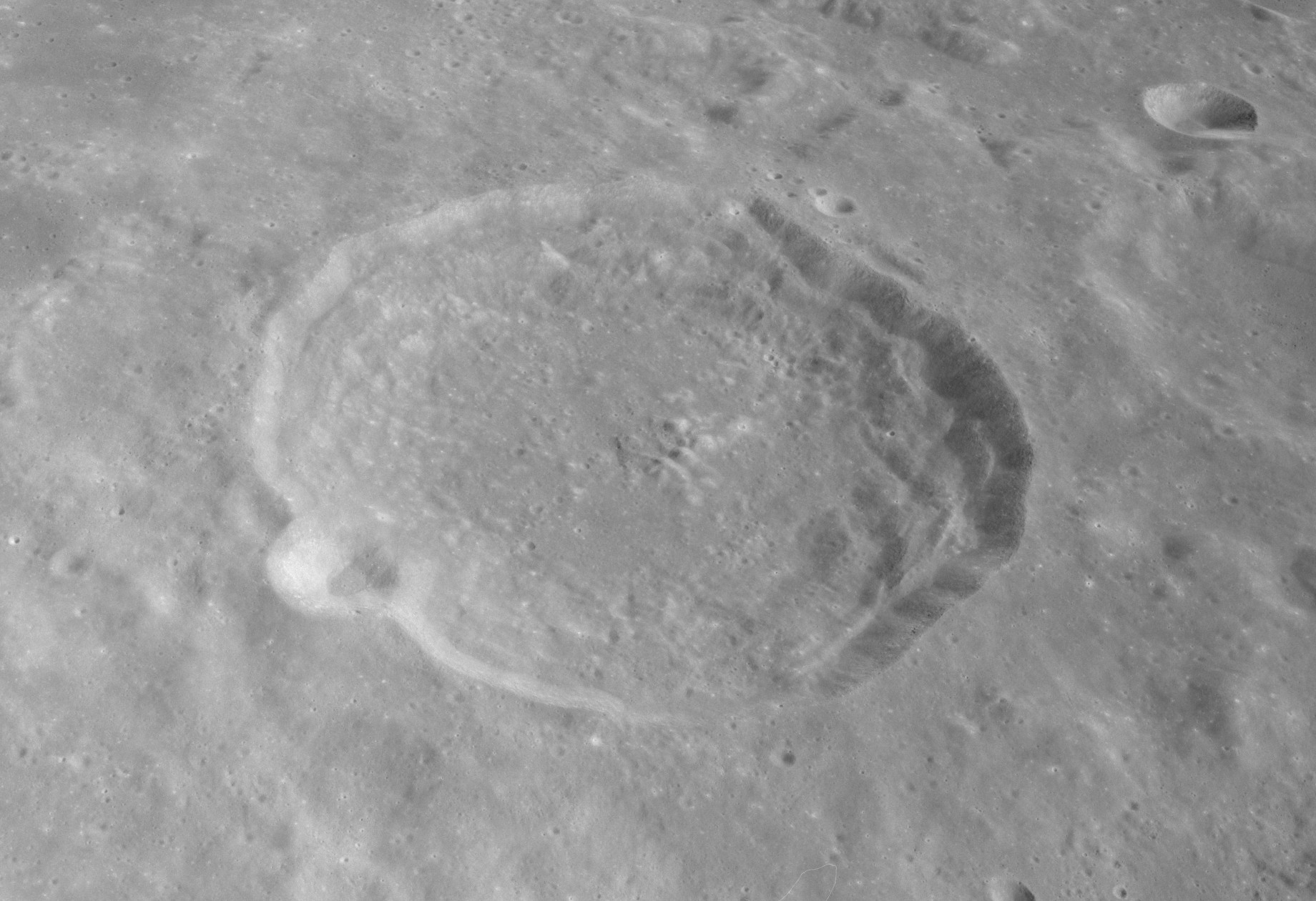
Vista oblicua desde el Apolo 17

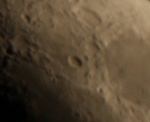
Macrobius en el centro, cerca del terminador, visto desde la Tierra, con el Mare Crisium a la derecha

Por convención estos elementos son identificados en los mapas lunares poniendo la letra en el lado del punto medio del cráter que está más cercano a Macrobius.
|           | \| Macrobius \| Coordenadas \| Diámetro \| \| --------- \| ---------------------------- \| -------- \| \| C \| 20°48′N 45°00′E / 20.8, 45.0 \| 10 km \| \| E \| 18°42′N 46°48′E / 18.7, 46.8 \| 10 km \| \| F \| 22°30′N 48°30′E / 22.5, 48.5 \| 11 km \| \| K \| 21°30′N 40°12′E / 21.5, 40.2 \| 12 km \| \| M \| 25°00′N 41°00′E / 25.0, 41.0 \| 42 km \| \| N \| 22°48′N 40°48′E / 22.8, 40.8 \| 5 km \| \| P \| 23°00′N 39°30′E / 23.0, 39.5 \| 18 km \| \| Q \| 20°24′N 47°36′E / 20.4, 47.6 \| 9 km \| \| S \| 23°18′N 49°36′E / 23.3, 49.6 \| 26 km \| \| T \| 23°48′N 48°36′E / 23.8, 48.6 \| 29 km \| \| U \| 25°00′N 42°48′E / 25.0, 42.8 \| 6 km \| \| V \| 25°24′N 43°18′E / 25.4, 43.3 \| 5 km \| \| W \| 24°48′N 44°36′E / 24.8, 44.6 \| 26 km \| \| X \| 23°00′N 42°12′E / 23.0, 42.2 \| 4 km \| \| Y \| 23°36′N 42°12′E / 23.6, 42.2 \| 5 km \| \| Z \| 24°18′N 42°36′E / 24.3, 42.6 \| 5 km \| |          |
| Macrobius | Coordenadas | Diámetro |
| C         | 20°48′N 45°00′E / 20.8, 45.0 | 10 km    |
| E         | 18°42′N 46°48′E / 18.7, 46.8 | 10 km    |
| F         | 22°30′N 48°30′E / 22.5, 48.5 | 11 km    |
| K         | 21°30′N 40°12′E / 21.5, 40.2 | 12 km    |
| M         | 25°00′N 41°00′E / 25.0, 41.0 | 42 km    |
| N         | 22°48′N 40°48′E / 22.8, 40.8 | 5 km     |
| P         | 23°00′N 39°30′E / 23.0, 39.5 | 18 km    |
| Q         | 20°24′N 47°36′E / 20.4, 47.6 | 9 km     |
| S         | 23°18′N 49°36′E / 23.3, 49.6 | 26 km    |
| T         | 23°48′N 48°36′E / 23.8, 48.6 | 29 km    |
| U         | 25°00′N 42°48′E / 25.0, 42.8 | 6 km     |
| V         | 25°24′N 43°18′E / 25.4, 43.3 | 5 km     |
| W         | 24°48′N 44°36′E / 24.8, 44.6 | 26 km    |
| X         | 23°00′N 42°12′E / 23.0, 42.2 | 4 km     |
| Y         | 23°36′N 42°12′E / 23.6, 42.2 | 5 km     |
| Z         | 24°18′N 42°36′E / 24.3, 42.6 | 5 km     |

Los siguientes cráteres han sido renombrados por la UAI:
- Macrobius A -  Véase  Carmichael.
- Macrobius B -  Véase  Hill.
- Macrobius D -  Véase  Fredholm.
- Macrobius L -  Véase  Esclangon.